# Kawasaki W800

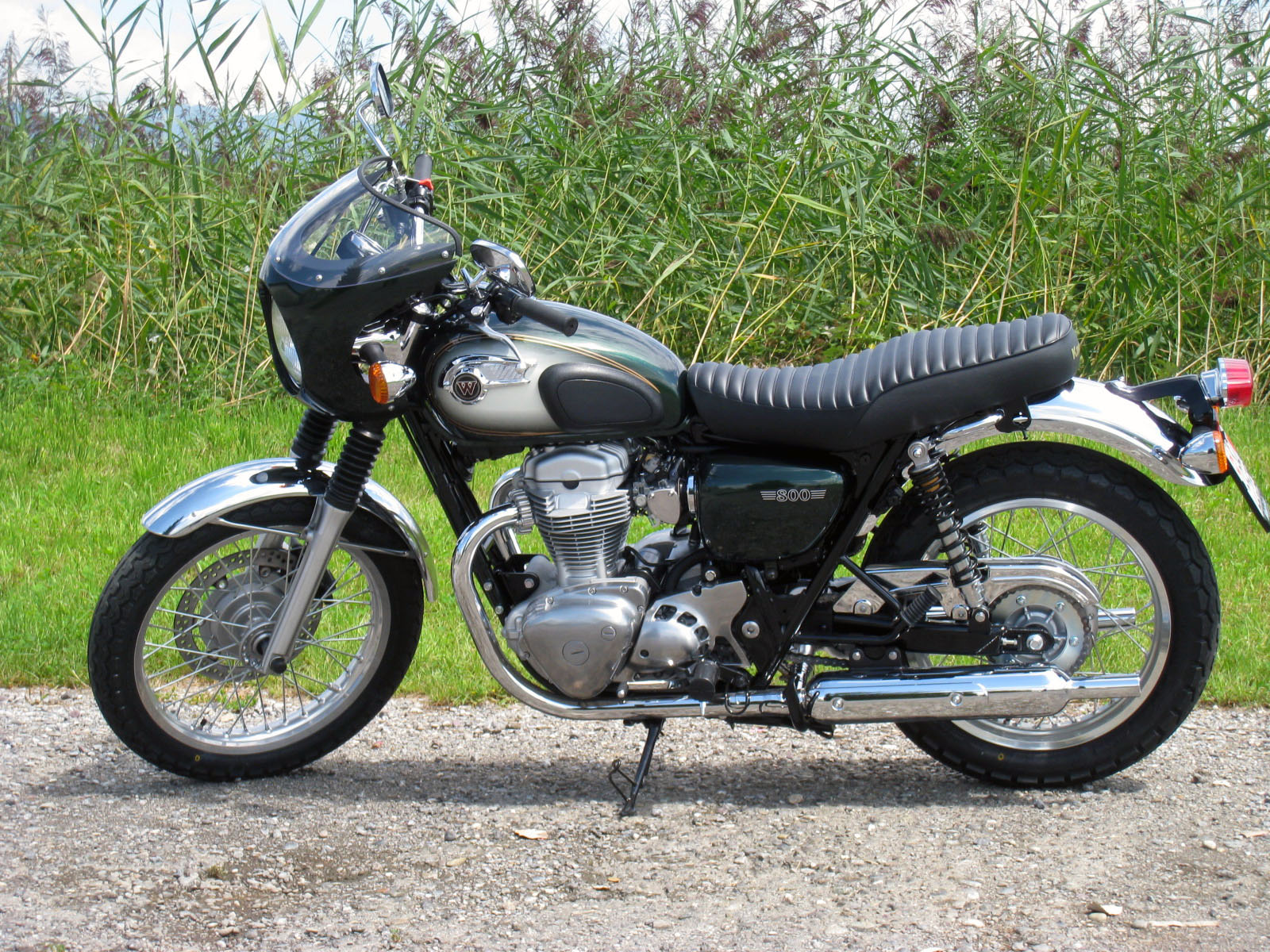
Kawasaki W800

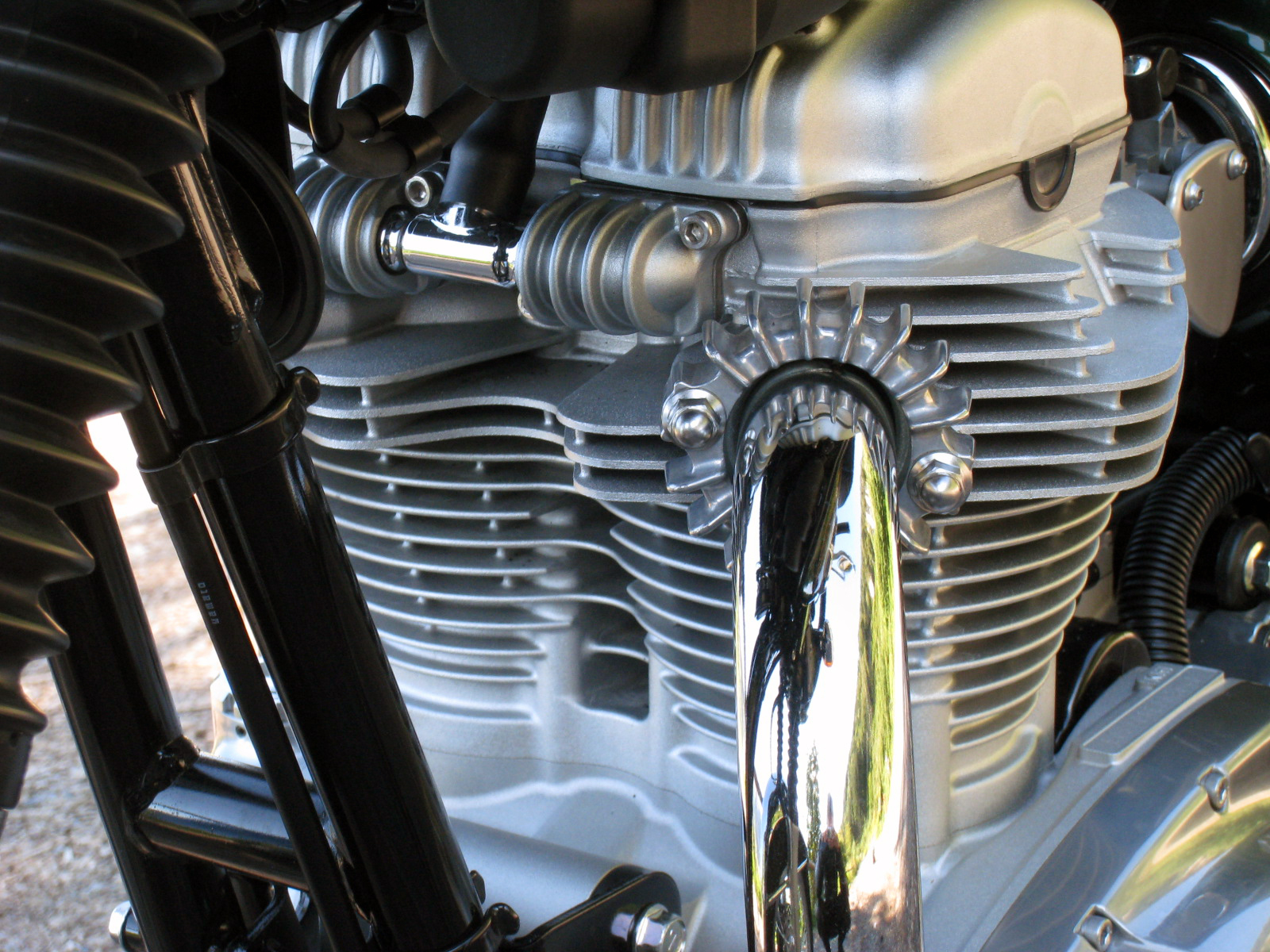
parallel-twin

De Kawasaki W800 is een motorfiets die sinds 2011 door Kawasaki wordt geproduceerd.
De W800 is een retrostijlmotorfiets, in de stijl van de vroegere Kawasaki W-reeks, die wordt geproduceerd sedert 1967. De stamboom ziet er (voorlopig) uit als volgt: W (later gemakshalve hernoemd als W1), W2, W3, W400, W650, W800. De W1, W2, W3 en W650 telden 650 cc.
De W-reeks is gebaseerd op de Meguro-motoren (in 1964 door Kawasaki overgenomen), de K. Meguro werd door Kawasaki uitgebracht als de K2, de latere W; dit betekende meteen de doorbraak voor Kawasaki als motorfietsfabrikant. Het eerste model was op zijn beurt gebaseerd op de Britse BSA A7. De W800 vervangt de W650, die werd geproduceerd van 1999 tot 2007. Kawasaki heeft ook nog een lichtere fiets in het retrogamma, de Estrella.
De W800 heeft een luchtgekoelde, 773cc-, parallel-twin-viertaktmotor, met een koningsas. Dit distributiesysteem dat de bovenliggende nokkenas aandrijft, is vrij uitzonderlijk bij een motor. Het is op dit moment de enige motor ter wereld in productie die beschikt over een koningsas, die onder meer bekend is van bij Ducati, Norton (Manx racer) en Matchless. De productie van de W650, die werkte met een carburateur, werd gestaakt omdat deze niet meer voldeed aan de emissienormen van een aantal landen; bij de W800-motor wordt de brandstof ingespoten. In tegenstelling tot de vroegere W's heeft de W800 bovendien geen kickstarter. De motor heeft een maximaal vermogen van 35 kW (48 pk) bij 6.500 opm en een maximaal koppel van 60 Nm (6,1 kgf-m) bij 2.500 opm (een sterk koppel dat reeds bij een eerder laag toerental vrijkomt en zo krachtig kort optrekken mogelijk maakt).
De retrostijl betekent onder meer een hoogglanzende lakafwerking, een geribd duozadel, spaakwielen en een speciaal W-logo aan weerszijden van de tank, dat verwijst naar het oorspronkelijke W-model. Uiteraard heeft de retrostijl het nodige chroom op spatborden en uitlaten en dempers van het peashootertype.
Naast de standaarduitvoering is er de Special Edition. In modeljaar 2012 werd deze uitgevoerd met goudkleurige velgen en zwarte glanslak, terwijl de standaardeditie gelakt of gechromeerd is, en verder matzwarte uitlaten en een zwarte motor heeft. Voor beide uitvoeringen (standaard- en speciale editie) is er een Cafe Style-optie, met een ronde koplampkap (bikini-fairing) en een op de Café-racer-stijl geïnspireerd monozadel met "kontje".
De motor heeft een zekere internationale cultstatus en hoort thuis in het rijtje klassiekers zoals de Triumph Bonneville en de Moto Guzzi V7.